# Bymainiella
Bymainiella Raven, 1978 è un genere di ragni appartenente alla famiglia Hexathelidae.

## Distribuzione
Le 4 specie note di questo genere sono diffuse in Australia occidentale: due sono endemiche del Nuovo Galles del Sud.

## Tassonomia
Questo genere è stato trasferito negli Hexathelidae dalla famiglia Dipluridae a seguito di un lavoro di Raven del 1980 sugli esemplari di specie tipo di Hexathele terraereginae.
Attualmente, a giugno 2012, si compone di quattro specie:
- Bymainiella lugubris Raven, 1978 — Nuovo Galles del Sud
- Bymainiella monteithi Raven, 1978 — Queensland, Nuovo Galles del Sud
- Bymainiella polesoni Raven, 1978 — Nuovo Galles del Sud
- Bymainiella terraereginae (Raven, 1976)[2] — Queensland, Nuovo Galles del Sud

### Specie trasferite
Da un discreto numero di specie prima attribuite a questo genere, sono stati costituiti i generi Paraembolides Raven, 1980 e Teranodes Raven, 1985:
- Bymainiella boycei Raven, 1978; trasferita al genere Paraembolides Raven, 1980.
- Bymainiella boydi Raven, 1978; trasferita al genere Paraembolides Raven, 1980.
- Bymainiella brindabella Raven, 1978; trasferita al genere Paraembolides Raven, 1980.
- Bymainiella cannoni Raven, 1978; trasferita al genere Paraembolides Raven, 1980.
- Bymainiella grayi Raven, 1978; trasferita al genere Paraembolides Raven, 1980.
- Bymainiella montana Hickman, 1927; trasferita al genere Teranodes Raven, 1985.
- Bymainiella montisbossi Raven, 1978; trasferita al genere Paraembolides Raven, 1980.
- Bymainiella otwayensis Raven, 1978; trasferita al genere Teranodes Raven, 1985.
- Bymainiella tubrabucca Raven, 1978; trasferita al genere Paraembolides Raven, 1980.
- Bymainiella variabilis Raven, 1978; trasferita al genere Paraembolides Raven, 1980.